# الجامعة العربية المفتوحة (مصر)
الجامعة العربية المفتوحة (مصر) هي جامعة خاصة غير هادفة للربح، وهي أحد فروع الجامعة العربية المفتوحة التي انطلقت بتمويل من برنامج الخليج العربي «أجفند»، تأسست عام 2003، وتخرجت الدفعة الأولى عام 2007، تمنح الجامعة الخريجين درجة بكالوريوس مزدوجة الأولى من الجامعة المفتوحة في المملكة المتحدة (OU) والثانية من الجامعة العربية المفتوحة، يقع المقر الرئيسي للجامعة في مدينة الشروق بمحافظة القاهرة.
تجمع الجامعة العربية المفتوحة بين الأساليب التعليمية التقليدية «وجها لوجه» والحديثة المعتمدة على الإنترنت، كما توفر الجامعة العديد من الوسائل التعليمية المتنوعة لطلابها، حيث تتبنى النظام التكاملي متعدد الوسائط بما في ذلك المواد المطبوعة، الأشرطة السمعية، أشرطة الفيديو، الأقراص المدمجة، المناهج عبر الإنترنت، بالإضافة إلى توفير دعم تعليمي عن «طريق مراكز التعلم» من خلال شبكة خاصة تنقل عبر الأقمار الصناعية المتكاملة تتضمن مجموعة من المحطات الطرفية المضيفة "VSAT"، ويعتمد المنهج التعليمي في الجامعة على مزيج من الدراسات المستقلة والمحاضرات المجدولة.

## الكليات والمراكز
تضم الجامعة ستة كليات وثلاثة مراكز وهي:
- كلية إدارة الأعمال.
- كلية دراسات الحاسوب.
- كلية اللغات.لم تفتح بعد
- كلية التربية.
- كلية الإعلام والاتصال الجماهيري.
- كلية التصميم الجرافيكي والوسائط المتعددة.
- مركز التدريب.
- مركز الكتابة.
- مركز التحدث.

## نظام القبول
تنحصر معايير القبول للبرامج الدراسية في الجامعة العربية المفتوحة في قيام الطالب بتقديم شهادة معتمدة بإنهائه المرحلة الثانوية، كما تنظر الجامعة في قبول خريجي المعاهد المتوسطة الراغبين بالالتحاق في برامج دراسية تؤهلهم للحصول على درجة البكالوريوس أو الليسانس، كما تنظر الجامعة في طلبات المتقدمين الذين أتموا بنجاح بعض البرامج الدراسية ذات الصلة في معاهد عليا معترف بها، وتشترط الجامعة أن يكون المتقدم لأي من برامج درجة البكالوريوس المختلفة التي تقدمها حاصلا على شهادة الثانوية العامة بجميع فروعها أو ما يعادلها، وتحرص الجامعة على قبول أكبر قدر ممكن من المتقدمين لبرامجها وفقاً للإمكانيات البشرية والتجهيزات المتاحة لها.

## وصلات خارجية
- الموقع الرسمي للجامعة.
- الصفحة الرسمية للجامعة على موقع فيس بوك.